# Fédération du Chili de football
La Fédération du Chili de football (Federación de Fútbol de Chile (es)) est une association regroupant les clubs de football du Chili et organisant les compétitions nationales et les matchs internationaux de la sélection du Chili.
La fédération nationale du Chili est fondée en 1895. Elle est affiliée à la FIFA depuis 1913 et est membre de la CONMEBOL depuis 1916.